# Natação no Campeonato Europeu de Esportes Aquáticos de 2014 - 100 m costas masculino
A prova dos 100 metros costas masculino da natação no Campeonato Europeu de Esportes Aquáticos de 2014 ocorreu nos dias 18 e 19 de agosto em Berlim, na Alemanha. 

## Calendário
| Fase          | Data         | Hora  |
| ------------- | ------------ | ----- |
| Eliminatórias | 18 de agosto | 10:16 |
| Semifinal     | 18 de agosto | 18:22 |
| Final         | 19 de agosto | 18:19 |

Todos os horários estão no horário local (UTC+1)

## Recordes
Antes desta competição, os recordes eram os seguintes:
| Recorde mundial       | Aaron Peirsol   | 51.94 | Indianápolis | 8 de julho de 2009   |
| Recorde europeu       | Camille Lacourt | 52.11 | Budapeste    | 10 de agosto de 2010 |
| Recorde do campeonato | Camille Lacourt | 52.11 | Budapeste    | 10 de agosto de 2010 |

## Medalhistas
| Ouro                       | Prata                 | Bronze                  |
| Chris Walker-Hebborn (GBR) | Jérémy Stravius (FRA) | Jan-Philip Glania (GER) |

## Resultados

### Eliminatórias
Esses foram os resultados das eliminatórias. 
| Pos. | Bateria | Raia | Nadador                  | Nacionalidade | Tempo   | Notas |
| ---- | ------- | ---- | ------------------------ | ------------- | ------- | ----- |
| 1    | 5       | 4    | Chris Walker-Hebborn     | Reino Unido   | 53.88   | Q     |
| 2    | 4       | 4    | Jérémy Stravius          | França        | 54.14   | Q     |
| 3    | 3       | 2    | Benjamin Stasiulis       | França        | 54.27   | Q     |
| 4    | 4       | 3    | Jan-Philip Glania        | Alemanha      | 54.47   | Q     |
| 5    | 4       | 5    | Christopher Ciccarese    | Itália        | 54.71   | Q     |
| 6    | 5       | 3    | Nikita Ulyanov           | Rússia        | 54.85   | Q     |
| 7    | 5       | 2    | Luca Mencarini           | Itália        | 54.87   | Q     |
| 8    | 4       | 6    | Christian Diener         | Alemanha      | 54.94   | Q     |
| 9    | 5       | 6    | Juan Miguel Rando        | Espanha       | 54.99   | Q     |
| 10   | 3       | 6    | Lavrans Solli            | Noruega       | 55.01   | Q     |
| 11   | 4       | 1    | Gábor Balog              | Hungria       | 55.09   | Q     |
| 12   | 3       | 4    | Radosław Kawęcki         | Polónia       | 55.29   | Q     |
| 13   | 5       | 0    | Mattias Carlsson         | Suécia        | 55.43   | Q     |
| 14   | 5       | 8    | Péter Bernek             | Hungria       | 55.46   | Q     |
| 15   | 3       | 5    | Niccolò Bonacchi         | Itália        | 55.49   |       |
| 16   | 5       | 5    | Bastiaan Lijesen         | Países Baixos | 55.50   | Q     |
| 17   | 4       | 2    | David Gamburg            | Israel        | 55.53   | Q     |
| 18   | 3       | 7    | Guy Barnea               | Israel        | 55.59   |       |
| 19   | 4       | 8    | Pavel Sankovich          | Bielorrússia  | 55.61   |       |
| 19   | 5       | 7    | Yakov Toumarkin          | Israel        | 55.61   |       |
| 21   | 3       | 3    | Andrey Shabasov          | Rússia        | 55.63   |       |
| 22   | 5       | 1    | Danas Rapšys             | Lituânia      | 55.84   |       |
| 23   | 3       | 8    | Viktar Staselovich       | Bielorrússia  | 55.86   |       |
| 24   | 3       | 0    | Pedro Oliveira           | Portugal      | 55.93   |       |
| 25   | 4       | 0    | Nicolas Graesser         | Alemanha      | 56.04   |       |
| 25   | 4       | 7    | Jonatan Kopelev          | Israel        | 56.04   |       |
| 27   | 3       | 1    | Eric Ress                | França        | 56.23   |       |
| 28   | 5       | 9    | Martin Baďura            | Chéquia       | 56.44   |       |
| 29   | 3       | 9    | Petar Petrović           | Sérvia        | 56.74   |       |
| 30   | 4       | 9    | Axel Pettersson          | Suécia        | 56.87   |       |
| 31   | 1       | 5    | Marko Krce-Rabar         | Croácia       | 56.96   |       |
| 31   | 2       | 2    | Doruk Tekin              | Turquia       | 56.96   |       |
| 33   | 2       | 4    | Gytis Stankevičius       | Lituânia      | 57.02   |       |
| 34   | 2       | 3    | Martin Zhelev            | Bulgária      | 57.11   |       |
| 35   | 2       | 8    | Boris Kirillov           | Azerbaijão    | 57.23   |       |
| 36   | 2       | 9    | Antons Voitovs           | Letônia       | 57.32   |       |
| 37   | 2       | 1    | Sergiy Varvaruk          | Ucrânia       | 57.33   |       |
| 38   | 2       | 6    | Teo Kolonić              | Croácia       | 57.38   |       |
| 39   | 2       | 7    | Jean-François Schneiders | Luxemburgo    | 57.50   |       |
| 40   | 2       | 0    | Roman Dmytriyev          | Chéquia       | 57.60   |       |
| 41   | 1       | 4    | Elijah Stolz             | Suíça         | 57.71   |       |
| 42   | 1       | 3    | Aram Kostanyan           | Armênia       | 1:03.11 |       |
| —    | 2       | 5    | Baslakov İskender        | Turquia       |         | DNS   |

### Semifinal
Esses foram os resultados das semifinais. 
Semifinal 1
| Pos. | Raia | Nadador           | Nacionalidade | Tempo | Notas |
| ---- | ---- | ----------------- | ------------- | ----- | ----- |
| 1    | 4    | Jérémy Stravius   | França        | 53.93 | Q     |
| 2    | 5    | Jan-Philip Glania | Alemanha      | 54.09 | Q     |
| 3    | 6    | Christian Diener  | Alemanha      | 54.24 | Q     |
| 4    | 8    | David Gamburg     | Israel        | 54.76 | Q     |
| 5    | 7    | Radosław Kawęcki  | Polónia       | 54.92 |       |
| 6    | 1    | Péter Bernek      | Hungria       | 54.93 |       |
| 7    | 3    | Nikita Ulyanov    | Rússia        | 55.02 |       |
| 8    | 2    | Lavrans Solli     | Noruega       | 55.06 |       |

Semifinal 2
| Pos. | Raia | Nadador               | Nacionalidade | Tempo | Notas |
| ---- | ---- | --------------------- | ------------- | ----- | ----- |
| 1    | 4    | Chris Walker-Hebborn  | Reino Unido   | 53.62 | Q     |
| 2    | 5    | Benjamin Stasiulis    | França        | 54.17 | Q     |
| 3    | 6    | Luca Mencarini        | Itália        | 54.76 | Q     |
| 4    | 2    | Juan Miguel Rando     | Espanha       | 54.80 | Q     |
| 5    | 1    | Mattias Carlsson      | Suécia        | 54.85 |       |
| 6    | 7    | Gábor Balog           | Hungria       | 54.95 |       |
| 7    | 3    | Christopher Ciccarese | Itália        | 54.96 |       |
| 8    | 8    | Bastiaan Lijesen      | Países Baixos | 55.37 |       |

### Final
Esse foi o resultado da final. 
| Pos.              | Raia | Nadador              | Nacionalidade | Tempo | Notas |
| ----------------- | ---- | -------------------- | ------------- | ----- | ----- |
| Medalha de ouro   | 4    | Chris Walker-Hebborn | Reino Unido   | 53.32 |       |
| Medalha de prata  | 5    | Jérémy Stravius      | França        | 53.64 |       |
| Medalha de bronze | 3    | Jan-Philip Glania    | Alemanha      | 54.15 |       |
| 4                 | 2    | Christian Diener     | Alemanha      | 54.23 |       |
| 5                 | 6    | Benjamin Stasiulis   | França        | 54.49 |       |
| 6                 | 1    | Luca Mencarini       | Itália        | 54.57 |       |
| 7                 | 8    | Juan Miguel Rando    | Espanha       | 54.82 |       |
| 8                 | 7    | David Gamburg        | Israel        | 54.87 |       |

Legenda
| Recorde mundial       | Recorde mundial (World record)               |                       | Recorde africano                      | Recorde africano (African) |                                           | Q | Classificado por posição (Qualified) |
| Recorde do campeonato | Recorde do campeonato (Championship record)  | Recorde da América    | Recorde da América (Americas)         | q                          | Classificado por melhor tempo (Qualified) |   |                                      |
| Melhor marca do ano   | Melhor marca do ano (World leading)          | Recorde asiático      | Recorde asiático (Asian)              | DNS                        | Não largou (Did not start)                |   |                                      |
| Recorde nacional      | Recorde nacional (National record)           | Recorde europeu       | Recorde europeu (European)            | DNF                        | Não terminou (Did not finish)             |   |                                      |
| Recorde pessoal       | Recorde pessoal do atleta (Personal best)    | Recorde da Oceania    | Recorde da Oceania (Oceania)          | DSQ / DQ                   | Desclassificado (Disqualified)            |   |                                      |
| Recorde da temporada  | Recorde da temporada do atleta (Season best) | Recorde sul-americano | Recorde sul-americano (South America) | NM                         | Sem marca (No mark)                       |   |                                      |